# فرودگاه پربندر
 فرودگاه پربندر (به انگلیسی: Porbandar Airport) یک فرودگاه همگانی با کد یاتا PBD است که یک باند فرود آسفالت دارد و طول باند آن ۱۳۷۲ متر است. این فرودگاه در کشور هند قرار دارد و در ارتفاع ۷ متری از سطح دریا واقع شده است.